# Stanisław Nowak (pedagog)

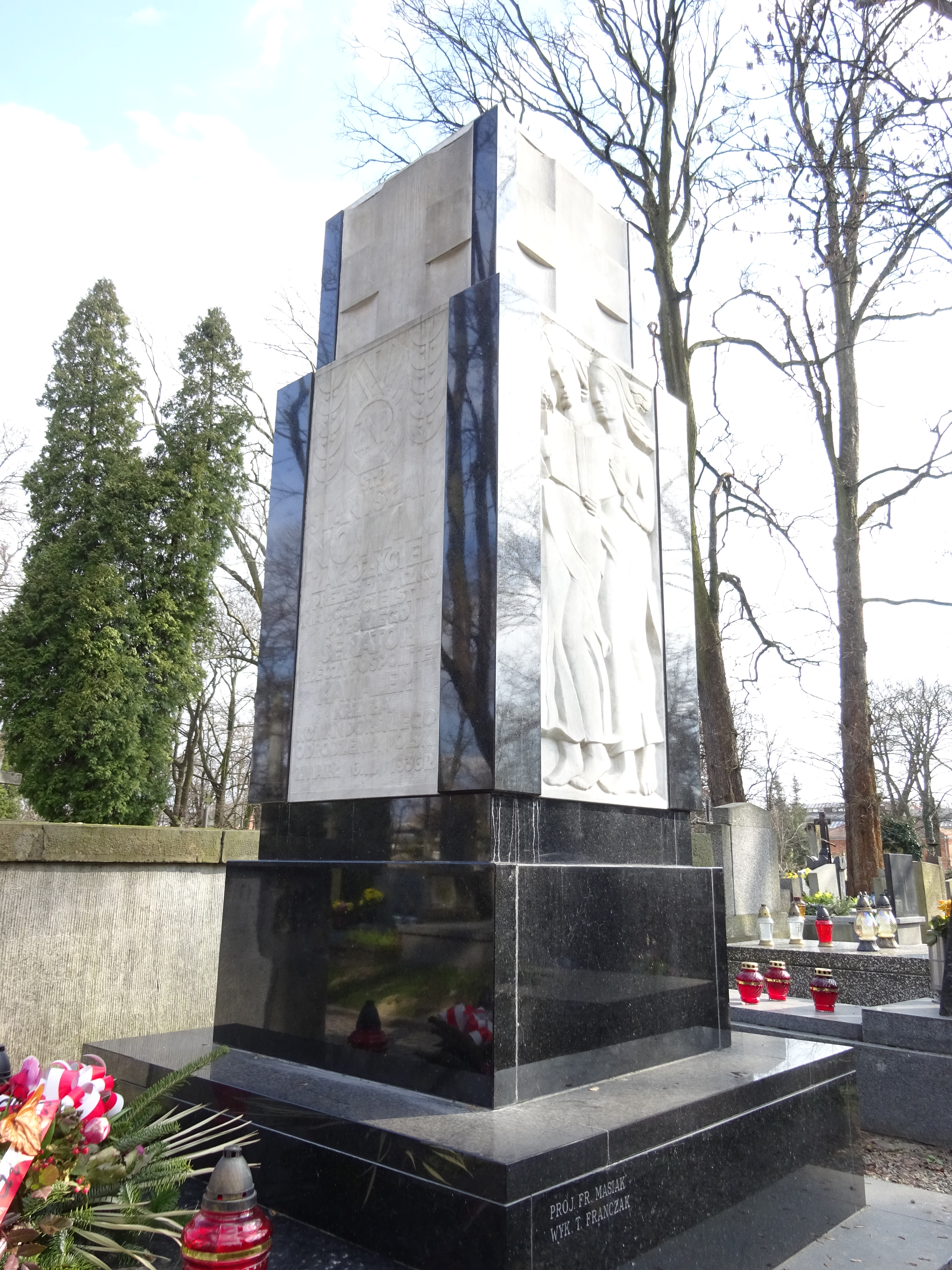
Grób Stanisława Nowaka

Stanisław Nowak (ur. 28 października 1859 w Andrychowie, zm. 6 marca 1936 w Krakowie) – polski nauczyciel, działacz niepodległościowy, senator w II Rzeczypospolitej, prezes Związku Nauczycielstwa Polskiego.

## Życiorys
Urodził się 1859 w Andrychowie. Ukończył Gimnazjum św. Jacka w Krakowie, a następnie seminarium nauczycielskie. Od 1880 pracował jako nauczyciel w szkole ludowej im. św. Barbary w Krakowie, a w latach późniejszych w innych krakowskich szkołach: św. Floriana i św. Wojciecha. 
W 1905 założył Krajowy Związek Nauczycielstwa Ludowego w Krakowie i został jego prezesem. W 1912 mianowany członkiem honorowym
Przez 30 lat był wieloletnim prezesem późniejszego Związku Nauczycielstwa Polskiego. Sprawował mandat senatora kadencji I (1922–1927) z ramienia PSL „Piast” oraz II (1928–1930) (wybrany z województwa krakowskiego) i III (1930–1935) z ramienia BBWR.
Zamieszkiwał przy ul. Bronisława Pierackiego 7 w Krakowie. Zmarł 6 marca 1936 w Krakowie. Został pochowany 9 marca na cmentarzu Rakowickim (kwatera CC-płn-gr. Nowaków).
11 listopada 1936 został pośmiertnie odznaczony Krzyżem Komandorskim Orderu Odrodzenia Polski „za zasługi na polu pracy społecznej”).